# أوكتافيا الكبرى
أوكتافيا الكبرى هي نبيلة رومانية من القرن الأول قبل الميلاد وهي الأخت الغير الشقيقة الكبرى لأغسطس قيصر أول إمبراطور روماني. هي ابنة السياسي غايوس أوكتافيوس من زوجته الأولى أنكاريا. لا يعرف الكثير عن حياتها غير أنها تزوجت من سكستوس أبوليوس وأنجبت منه ولدين. الولدين هم سكستوس أبوليوس الثاني ألذي شغل منصب القنصل في سنة 29 ق م وماركوس أبوليوس ألذي شغل نفس المنصب في سنة 20 ق م.